# Gnathophis mystax
Il grongo nasuto (Gnathophis mystax) è un pesce osseo di mare appartenente alla famiglia Congridae.

## Distribuzione e habitat
Si incontra in tutto il mar Mediterraneo e nell'Oceano Atlantico orientale tra il Portogallo e le Canarie.

Popola fondi fangosi profondi dei piani circalitorale e batiale, ad una profondità compresa tra 100 ed 800 metri.

## Descrizione
Simile al grongo comune ma nettamente più piccolo e ben riconoscibile per gli occhi molto più grandi ed il muso appuntito sporgente. I denti sporgono leggermente dalla bocca quando è chiusa; quest'ultima è ampia ed arriva più o meno al centro dell'occhio. Il corpo è piuttosto sottile, soprattutto nella regione della coda. La pinna dorsale è più lunga che nel grongo ed arriva all'altezza del centro della pinna pettorale. Pinne ventrali assenti.

Colore bruno chiaro sul dorso e bianco sul ventre. La pinna longitudinale ha un sottile bordo scuro. La parte caudale è di color nero.

Misura fino a 60 cm ma di solito non supera i 35 cm.

## Alimentazione
Caccia all'agguato stando infossato nel fango. Le prede sono costituite da organismi bentonici e da piccoli pesci.

## Riproduzione
Si riproduce tra la fine dell'estate e l'autunno. La larva è un leptocefalo.

## Pesca
Si cattura con reti a strascico di profondità. Ha carni commestibili e di buona qualità ma non viene quasi mai commercializzato. Viene consumato fritto.